# Manuel Muñoz Martínez
Manuel Muñoz Martínez (Chiclana de la Frontera, 13 de marzo de 1888 - Madrid, 1 de diciembre de 1942) fue un militar y político español, de ideología republicana. Fue diputado en las tres legislaturas de las Cortes de la Segunda República.
Muñoz Martínez tuvo un papel destacado al comienzo de la Guerra civil española por su cargo como director general de Seguridad. Su labor al frente de la DGS hizo que con posterioridad la dictadura franquista le acusase de implicación en los asesinatos de la Modelo de Madrid y, sobre todo, en la matanza de Paracuellos. Tras el final de la contienda se exilió en Francia, si bien con posterioridad sería extraditado a España, juzgado en consejo de guerra y fusilado.

## Biografía

### Carrera militar y política
Nació en la localidad gaditana de Chiclana de la Frontera el 13 de marzo de 1888.
En 1904, tras finalizar sus estudios de bachillerato en Cádiz, ingresó como alumno en la Academia de Infantería de Toledo. En 1907 fue destinado al regimiento de infantería «Pavía» n.º 46, en la provincia de Cádiz, ostentando el rango de segundo teniente. Años después serviría en los regimientos «Borbón» n.º 17, «Andalucía» n.º 52 y «Ceuta» n.º 60. Con posterioridad fue destinado al norte de África, donde tomó parte en numerosas acciones militares en la guerra de Marruecos. Llegaría a alcanzar el rango de comandante de infantería, si bien se retiró del ejército tras acogerse a la Ley Azaña, ya tras la proclamación de la Segunda República.
Miembro del Partido Republicano Radical Socialista (PRRS), en las elecciones a Cortes Constituyentes de 1931 fue candidato por la provincia de Cádiz, logrando hacerse con el acta de diputado. En el seno del Partido Radical Socialista, Muñoz Martínez presidió la organización provincial del partido. En 1933 formó parte de la Comisión Parlamentaria que investigó los sucesos de Casas Viejas. Muñoz Martínez abandonó el PRRS a finales de 1933, junto con los seguidores de Marcelino Domingo, para crear el Partido Republicano Radical Socialista Independiente (PRRS-I). En las elecciones de 1933 revalidaría su escaño, no sin ciertas dificultades. Tras la creación de Izquierda Republicana (IR), en 1934, se unió al nuevo partido y pasó a formar parte de su Consejo Nacional. En las elecciones de 1936 concurrió por las listas del Frente Popular, revalidando nuevamente su escaño. El nuevo gobierno surgido de las urnas lo nombraría gobernador civil de Cádiz, con carácter interino.

### Guerra Civil
A finales de julio de 1936, poco después de producirse la sublevación militar que dio lugar al estallido de la Guerra Civil, fue nombrado director general de Seguridad por designación del ministro de la Gobernación Sebastián Pozas Perea. En el momento de asumir el cargo se encontró que el organismo se encontraba en un estado de grave desorganización, producto del estallido de la contienda. Intentó restaurar los servicios de seguridad del Estado, emitiendo una orden el 31 de julio de 1936 que buscaba relegar a las milicias a una posición auxiliar respecto de la DGS. Entre sus primeras decisiones estuvieron ordenar el arresto de José Valdivia —antiguo director general de Seguridad— y de Pedro Rivas —antiguo jefe de policía—. El historiador Julius Ruiz ha señalado que Muñoz Martínez fue un hombre «falto de energía» durante los primeros meses de la guerra y ha calificado su papel al frente de la DGS como «pasivo». Por su parte, Leandro Álvarez Rey ha tratado de recuperar su figura, remarcando su impotencia frente a los asesinatos de las milicias y la falta de respaldo que encontró por parte de sus superiores jerárquicos, los ministros Sebastián Pozas y Ángel Galarza.
Su labor al frente de la DGS hizo que se le acusase de implicación o pasividad ante los asesinatos de la Modelo de Madrid y la matanza de Paracuellos. Historiadores como Rafael Casas de la Vega le han atribuido responsabilidad en las masacres de Paracuellos, acusación que ha sido desmentida por historiadores como Javier Cervera o Ian Gibson, quien recuerda que para entonces Muñoz Martínez no se encontraba en la capital:

Manuel Muñoz Martínez, director general de Seguridad, había abandonado Madrid en la noche del 6 de noviembre, siendo asumido su puesto por el subdirector, Vicente Girauta Linares. Al irse el Gobierno a Valencia, la Dirección General de Seguridad, como tal, desapareció prácticamente como entidad policial madrileña y, a partir de entonces, todos sus efectivos, servicios, etc., pasaron a depender de la Consejería de Orden Público de la Junta de Defensa...
Gibson (2005)

Físicamente agotado, y tras haber presentado en varias ocasiones su dimisión, el 30 de diciembre de 1936 fue finalmente sustituido en el cargo por el socialista Wenceslao Carrillo. Durante el resto de la contienda desempeñó un papel poco relevante, aunque asistiría a las reuniones de las Cortes republicanas en calidad de diputado. Asimismo, se trasladaría a Barcelona junto a buena parte de su familia que había logrado ser canjeada desde la zona franquista. En junio de 1938 el ministro de Hacienda Méndez Aspe lo nombraría presidente del consejo de administración del Banco de Bilbao.

### Exilio y ejecución
Exiliado en Francia desde el 28 de enero de 1939, fue acogido en París en casa de su primo Charles Fol, pero tras la invasión alemana se refugió en una mansión de la familia de este en Trèouguy (Pont L´Abée, Finisterre francés) donde  fue detenido por la Gestapo el 14 de octubre de 1940. Encarcelado en la prisión de la Santé de París, la solicitud de extradición por parte del Gobierno franquista fue examinada en juicio celebrado en enero de 1942. El tribunal concedió la extradición, que fue refutada por el ministro de Justicia Joseph Barthélemy, pero finalmente sería autorizada por el mariscal Pétain en abril. El 26 de agosto del mismo año fue extraditado a España.
Tras su regreso fue sometido a numerosos interrogatorios sobre su papel al frente de la DGS. El 28 de noviembre de 1942 fue juzgado en Madrid en un consejo de guerra, que lo condenó a muerte. Sería fusilado tres días después, el 1 de diciembre, en el Cementerio del Este de Madrid.